# Бэрримор, Дрю
Дрю Блайт Бэ́рримор (англ. Drew Blyth Barrymore; род. 22 февраля 1975, Калвер-Сити, Калифорния, США) — американская актриса, кинорежиссёр, модель, писательница и продюсер. Представительница актёрской династии Бэрриморов, внучка Джона Бэрримора. Её прорывом стала роль в фильме «Инопланетянин» (1982).
После широко освещаемого бурного детства, отмеченного проблемами с наркотиками и алкоголем, а также двумя попаданиями в реабилитационный центр, Бэрримор выпустила автобиографию под названием «Маленькая потерянная девочка» (1991). В дальнейшем Бэрримор появилась в таких успешных фильмах, как «Ядовитый плющ» (1992), «Крик» (1996) и «История вечной любви» (1998). Она также известна по сотрудничеству с Адамом Сэндлером, вместе с которым снялась в фильмах «Певец на свадьбе» (1998), «50 первых поцелуев» (2004) и «Смешанные» (2014).
В 1995 году Бэрримор и Нэнси Джувонен основали продюсерскую компанию «Flower Films», спродюсировавшую несколько фильмов с участием Бэрримор: «Нецелованная» (1999), «Ангелы Чарли» (2000), «Донни Дарко» (2001), «Бейсбольная лихорадка» (2005), «С глаз — долой, из чарта — вон!» (2007), а также её режиссёрский дебют «Катись!» (2009). Бэрримор выиграла премию Гильдии киноактёров США и «Золотой глобус» за роль в телефильме канала HBO «Серые сады» (2009).
Начиная с 2017 года, она исполняет ведущую роль в телесериале Netflix «Диета из Санта-Клариты». В 2004 году была удостоена именной звезды на Голливудской «Аллее Славы».

## Ранние годы и происхождение

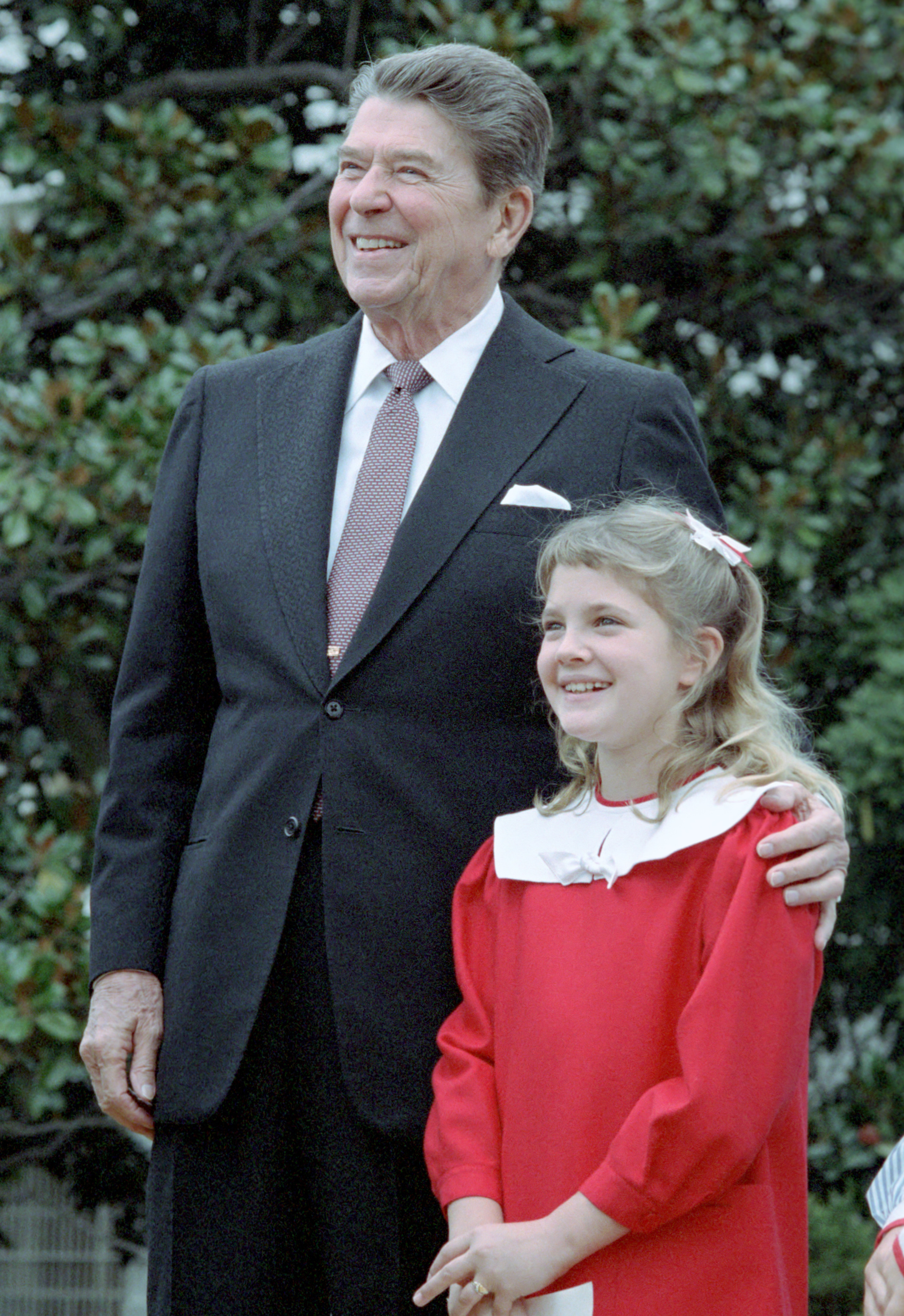
Дрю Бэрримор и Рональд Рейган, 17 октября 1984 года

Дрю Бэрримор родилась 22 февраля 1975 года, в городе Калвер-Сити, штат Калифорния. Её родителями были голливудские актёры Джон Дрю Бэрримор и Джейд Бэрримор. Со стороны отца Дрю принадлежит к большому актёрскому клану Бэрриморов английско-ирландского происхождения. Её дедушка и бабушка по отцовской линии, Джон и Долорес Костелло Бэрримор, были актёрами. Дрю является внучатой племянницей актёра Лайонела Бэрримора, сводной племянницей актрисы Дайаны Бэрримор и двоюродной внучкой актрисы Этель Бэрримор. Со стороны матери у Дрю венгерские корни — Джэйд (урождённая Илдико Джад Мако) родилась в лагере для перемещённых лиц в Бранненбурге у венгерских беженцев.
У Дрю есть единокровный брат Джон Блайт Бэрримор III, и две единокровные сестры Блайт Долорес Бэрримор и Брахма (Джессика) Блайт Бэрримор. Первую часть своего имени (Дрю) актриса получила в честь девичьей фамилии прабабушки по отцовской линии Джорджианы Эммы Дрю, вторая часть имени — Блайт, является оригинальной фамилией её прадеда и основателя клана Бэрриморов Мориса Бэрримора, чьё настоящее имя было Герберт Артур Чемберлейн Блайт. Крёстными родителями Дрю Бэрримор являются режиссёр Стивен Спилберг и актриса Софи Лорен.
Отец актрисы унаследовал от её деда пагубную страсть к алкоголю, что стало причиной того, что Джейд ушла от Джона ещё до рождения дочери, после чего тот изредка то появлялся в жизни Дрю, то исчезал, пока в 1984 году родители окончательно не развелись.

## Карьера

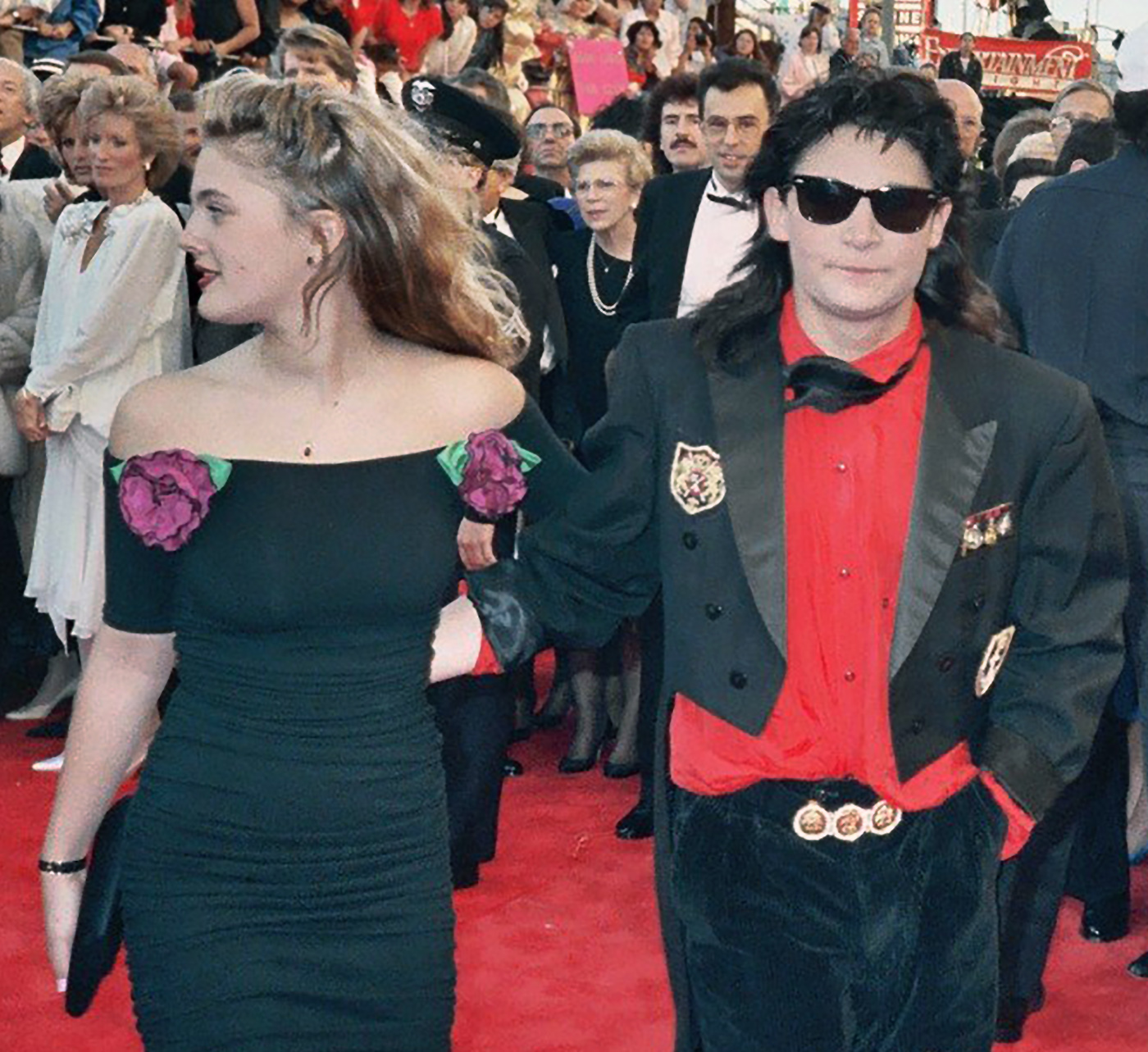
Дрю Бэрримор и Кори Фельдман на церемонии вручения премии «Оскар», 29 марта 1989 года

### 1978—1985: Восхождение к славе
Карьера Дрю Бэрримор началась в одиннадцать месяцев, когда она появилась в рекламе корма для собак. Когда Дрю укусила одна из снимавшихся в рекламе собак, продюсеры испугались, что она заплачет, но вместо этого Бэрримор рассмеялась и была принята на работу. Дебют в кино у актрисы состоялся в пятилетнем возрасте в фантастическом фильме «Другие ипостаси» (1980), в котором она сыграла небольшую роль.
Год спустя она сыграла Герти в фильме Стивена Спилберга, «Инопланетянин» (1982), который сделал её знаменитой. В 1984 году она снялась в мистическом триллере Марка Лестера, «Воспламеняющая взглядом» (1984), который является экранизацией одноимённого романа Стивена Кинга.
В 1985 году Бэрримор получила номинацию на «Золотой глобус» в категории «Лучшая женская роль второго плана — Кинофильм», за роль в мелодраме «Непримиримые противоречия» (1984), в котором сыграла девочку, подающую в суд на своих родителей, которые собираются развестись. Критик Роджер Эберт писал, что «Бэрримор подошла к исполнению своей роли со всей ответственностью».
В 1985 году, в возрасте 10 лет, Дрю Бэрримор снялась в фильме ужасов Льюиса Тига «Кошачий глаз» (1985), поставленному по мотивам произведения Стивена Кинга, сыграв сразу две роли — маленьких девочек Алисии и Аманды.

### 1985—1990: Мятежное время
В свете внезапного успеха у Бэрримор начались серьёзные проблемы в личной жизни. Она была регулярной посетительницей клуба Студия 54, в совсем ещё юном возрасте. Курить Дрю начала в 9 лет, злоупотреблять алкоголем с 11, курить марихуану с 12, а в 13 лет она впервые попробовала кокаин. Её ночная жизнь и постоянные скандалы стали популярной темой в СМИ.
Первый раз Дрю Бэрримор попала в реабилитационный центр в 13 лет. В 14 лет она оказалась там во второй раз после попытки самоубийства. До этого Дрю три месяца жила в доме певца Дэвида Кросби и его жены. В 1990 году Бэрримор была освобождена из-под родительской опеки, начала самостоятельную жизнь и больше никогда не возвращалась к своему прежнему образу жизни.
После тяжелого детства, на протяжении которого у неё были проблемы с наркотиками и алкоголем, а также лечение в психиатрической клинике, Дрю Бэрримор в 1990 году написала автобиографию «Маленькая потерянная девочка».

В начале 1990-х годов Дрю удалось успешно осуществить переход ко взрослым ролям благодаря фильмам «Ядовитый плющ» (1992), «Доппельгангер» (1993), «Парни побоку» (1995), и «Все говорят, что я люблю тебя» (1996). Впоследствии актриса часто снималась в романтических комедиях, таких как «Певец на свадьбе» (1998), «Вот такие пироги» (1998), и «Пошёл ты, Фредди!» (2001).

Звезда Дрю Бэрримор на Голливудской «Аллее славы»

### 1995 — настоящее время
В 1995 году Дрю Бэрримор и Нэнси Джувонен основали продюсерскую кинокомпанию «Flower Films», первым фильмом которой стала комедия «Нецелованная» (1999). В 2000 году актриса снялась в комедийном боевике «Ангелы Чарли» (2000) вместе с Камерон Диас и Люси Лью, а после — в его продолжении «Ангелы Чарли: Только вперёд» (2003).
В дальнейшем она была отмечена в таких фильмах, как «50 первых поцелуев» (2005), «Бейсбольная лихорадка» (2005), «С глаз — долой, из чарта — вон!» (2007), «Обещать — не значит жениться» (2009) и др.
В 2009 году Бэрримор вместе с Джессикой Лэнг снялась в основанном на реальных событиях телефильме канала HBO «Серые сады» (2009). В основе сюжета — история двух эксцентричных родственниц, которые оказались в центре всеобщего внимания после того, как отдел здравоохранения решил очистить их владения в Ист-Хамптоне (штат Нью-Йорк) от заполонивших эту территорию енотов и мелких насекомых. Этот проект имел огромный успех, получив шестнадцать номинаций на премию «Эмми» с шестью победами. Критик из Rolling Stone Питер Тревис описал её роль как «откровенную». За свою роль в этом фильме она получила премии «Золотой глобус», «Спутник» и премию Гильдии киноактёров США.
В 2017—2019 годах Дрю Бэрримор исполняла главную роль в сериале стриминг-сервиса Netflix «Диета из Санта-Клариты» вместе с Тимоти Олифантом.

## Имидж и мода
Дрю Бэрримор была включена журналом People в список «100 самых красивых людей» в 2007 году. Позже она стала новым лицом ювелирной линии «Gucci». В качестве модели Бэрримор подписала контракт с компанией «IMG Models», она также была пресс-секретарём фирмы «Crocs». Актриса запустила женскую линию моды осенью 2017 года, которая была показана в новом магазине в Нью-Йорке, открытом в ноябре.

## Другая деятельность
В мае 2007 года Дрю Бэрримор стала послом ООН, Всемирной продовольственной программы, и пожертвовала ей $1 млн. Также она появилась на обложке журнала Time Out, с плёночной фотокамерой «Pentax K1000». Актриса выставила в галерее свои работы, сделанные этой камерой, запечатлев один день из своей жизни.
Осенью 2017 года Бэрримор совместно с Amazon.com запустила линию женской одежды под названием Dear Drew, которая представила временный магазин в Нью-Йорке, открывшийся в ноябре.
14 сентября 2020 года Бэрримор запустила вне сетевое дневное ток-шоу The Drew Barrymore Show, которое также доступно на Spotify в формате подкаста.
11 марта 2021 года Бэрримор заявила, что берет бессрочный перерыв в актерской карьере. Она написала кулинарную книгу с шеф-поваром Пилар Вальдес под названием Rebel Homemaker, которая стала бестселлером New York Times. В июне 2021 года она запустила Drew Magazine, ежеквартальный журнал о стиле жизни издательства Bauer Media USA.
В сентябре 2023 года Бэрримор объявила, что продолжит свое ток-шоу на телевидении, несмотря на продолжающуюся забастовку сценаристов WGA, что вызвало негативную реакцию публики и повлекло её извинения в соцсетях. Шоу было приостановлено до конца забастовки.

## Личная жизнь

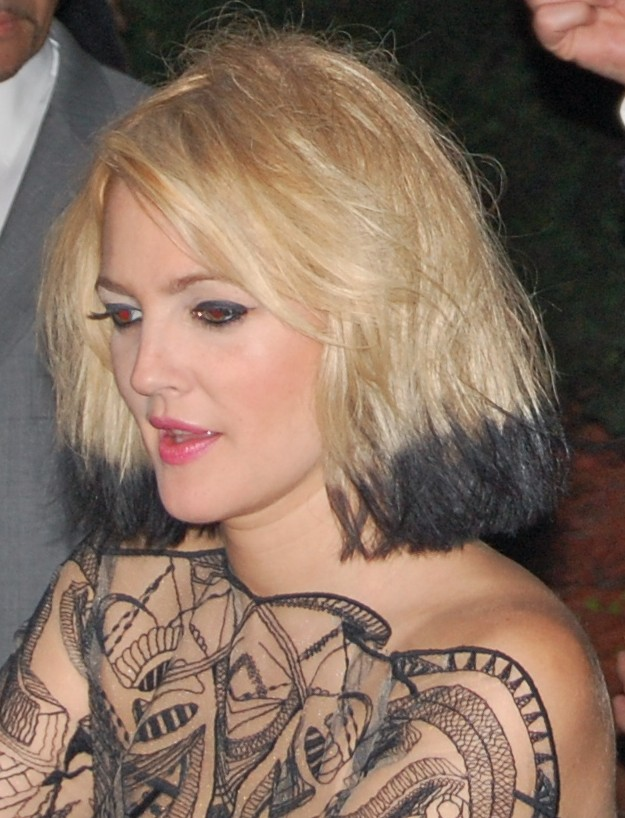
Дрю Бэрримор на премьере фильма «Катись!», 13 сентября 2009 года

В возрасте 16 лет Бэрримор обручилась с Лелэндом Хейуордом, тёзкой и правнуком голливудского продюсера Лелэнда Хейуорда. Помолвка была разорвана несколькими месяцами позднее.
С 1992 по 1993 год Бэрримор была обручена и жила с музыкантом и актёром Джейми Уолтерсом.
20 марта 1994 года, в возрасте 19 лет, Бэрримор вышла замуж за валлийца Джереми Томаса, владельца бара в Лос-Анджелесе. Она подала на развод двумя месяцами позднее, и пара официально развелась в феврале 1995 года.
В конце 1994 года Бэрримор начала встречаться с гитаристом группы Hole, Эриком Эрландсоном, после расставания с которым, в 1999 году, у неё начались отношения с актёром Томом Грином. Бэрримор и Грин обручились в 2000 году, и поженились 7 июля 2001 года. Они вместе появились в фильме «Ангелы Чарли», а также в режиссёрском дебюте Грина, фильме «Пошёл ты, Фредди!». Грин подал на развод в декабре 2001 года, который был официально завершён 15 октября 2002 года.
В 2002 году Бэрримор начала встречаться с барабанщиком группы The Strokes, Фабрицио Моретти, с которым познакомилась на концерте. Они расстались в январе 2007 года, после пяти лет отношений. Бэрримор позже начала встречаться с актёром Джастином Лонгом; они расстались в июле 2008 года, но вновь сошлись после съёмок в фильме «На расстоянии любви» в 2009 году; Бэрримор и Лонг окончательно расстались в 2010 году.
В начале 2011 года Бэрримор начала встречаться с арт-консультантом Уиллом Копельманом, сыном бывшего директора компании Chanel Ари Копельмана. Пара объявила о помолвке в январе 2012 года, и поженилась 2 июня 2012 года в Монтесито, Калифорния. У них есть две дочери — Олив Бэрримор Копельман (род. 26 сентября 2012) и Фрэнки Бэрримор Копельман (род. 22 апреля 2014). В апреле 2016 года Бэрримор и Копельман объявили о расставании и намерении развестись. В июле 2016 года Бэрримор подала на развод, который был официально завершён 3 августа 2016 года.
В интервью с Contact Music в 2003 году Бэрримор сказала, что всегда считала себя бисексуалкой.
Бэрримор — крёстная мать Фрэнсис Бин Кобейн, дочери Курта Кобейна и Кортни Лав (то есть приходится им кумой).

## Фильмография
| Год       |     | Русское название                              | Оригинальное название           | Роль                                 |
| --------- | --- | --------------------------------------------- | ------------------------------- | ------------------------------------ |
| 1980      | тф  | Боги                                          | Bogie                           | Лесли Богарт                         |
| 1980      | ф   | Другие ипостаси                               | Altered States                  | Маргарет Джессап                     |
| 1982      | ф   | Инопланетянин                                 | E.T.: The Extra-Terrestrial     | Герти                                |
| 1984      | ф   | Воспламеняющая взглядом                       | Firestarter                     | Чарли Макги                          |
| 1984      | ф   | Непримиримые противоречия                     | Irreconcilable Differences      | Кейси Бродски                        |
| 1985      | ф   | Кошачий глаз                                  | Cat's Eye                       | Аманда / Алисия                      |
| 1985      | с   |                                               | ABC Weekend Specials            | Кон Сойер                            |
| 1985      | тф  | Звёздные сказки                               | Star Fairies                    | Хилари                               |
| 1986      | с   | Театр Рэя Брэдбери                            | The Ray Bradbury Theater        | Хезер Лири                           |
| 1986      | тф  | Дети в стране игрушек                         | Babes in Toyland                | Лиза Пайпер                          |
| 1987      | тф  | Потаённая любовь                              | A Conspiracy of Love            | Джоди                                |
| 1989      | с   |                                               | CBS Schoolbreak Special         | Сьюзан                               |
| 1989      | ф   | Увидимся утром                                | See You in the Morning          | Кэти Гудвин                          |
| 1989      | ф   | Вдали от дома                                 | Far from Home                   | Джолин Кокс                          |
| 1991      | ф   | Моторама                                      | Motorama                        | Мечтательница                        |
| 1992      | ф   | Ядовитый плющ                                 | Poison Ivy                      | Айви                                 |
| 1992      | ф   | Музей восковых фигур 2: Затерянные во времени | Waxwork II: Lost in Time        | одна из жертв вампира                |
| 1992      | тф  | Без ума от оружия                             | Guncrazy                        | Анита Минтеер                        |
| 1992      | тф  | Рисовальщик                                   | Sketch Artist                   | Дейзи Дрю                            |
| 1992      | с   | Дорога на Малибу 2000                         | 2000 Malibu Road                | Сьюзан                               |
| 1993      | ф   | Доппельгангер                                 | Doppelganger                    | Холли Гудинг                         |
| 1993      | тф  | История Эми Фишер                             | The Amy Fisher Story            | Эми Фишер                            |
| 1993      | ф   | Негде спрятаться                              | No Place to Hide                | Ханли                                |
| 1993      | ф   | Мир Уэйна 2                                   | Wayne's World 2                 | Бьерген Кьерген                      |
| 1994      | ф   | Плохие девчонки                               | Bad Girls                       | Лилли Ларонетт                       |
| 1995      | ф   | Парни побоку                                  | Boys on the Side                | Холли                                |
| 1995      | ф   | Безумная любовь                               | Mad Love                        | Кэйси Робертс                        |
| 1995      | ф   | Бэтмен навсегда                               | Batman Forever                  | Сахарок, любовница Двуликого         |
| 1996      | ф   | Все говорят, что я люблю тебя                 | Everyone Says I Love You        | Скайлар Денбридж                     |
| 1996      | ф   | Крик                                          | Scream                          | Кейси Беккер                         |
| 1997      | ф   | Мысли, полные желания                         | Wishful Thinking                | Лена                                 |
| 1997      | ф   | Лучшие люди                                   | Best Men                        | Хоуп                                 |
| 1998      | ф   | Певец на свадьбе                              | The Wedding Singer              | Джулия Салливан                      |
| 1998      | ф   | История вечной любви                          | EverAfter                       | Даниэлла Де Барбарак                 |
| 1998      | ф   | Вот такие пироги                              | Home Fries                      | Салли Джексон                        |
| 1998      | с   | Геркулес                                      | Hercules                        | Ариадна / Аталанта                   |
| 1999      | ф   | Нецелованная                                  | Never Been Kissed               | Джоси Геллер                         |
| 1999      | мф  | Олайв                                         | Olive, the Other Reindeer       | Олайв                                |
| 2000      | ф   | Детям до шестнадцати                          | Skipped Parts                   | девушка из эротических фантазий Сэма |
| 2000      | мф  | Титан: После гибели Земли                     | Titan A.E.                      | Акима Кунимото                       |
| 2000      | ф   | Ангелы Чарли                                  | Charlie's Angels                | Дилан Сандерс                        |
| 2000      | мс  | Симпсоны                                      | The Simpsons                    | Софи                                 |
| 2001      | ф   | Донни Дарко                                   | Donnie Darko                    | Карен Померо                         |
| 2001      | ф   | Пошёл ты, Фредди!                             | Freddy Got Fingered             | секретарь мистера Дэвидсона          |
| 2001      | ф   | Сильная женщина                               | Riding in Cars with Boys        | Беверли Д’Онофрио                    |
| 2002      | ф   | Признания опасного человека                   | Confessions of a Dangerous Mind | Пенни                                |
| 2003      | ф   | Ангелы Чарли: Только вперёд                   | Charlie's Angels: Full Throttle | Дилан Сандерс                        |
| 2003      | ф   | Дюплекс                                       | Duplex                          | Нэнси Кендрикс                       |
| 2004      | ф   | 50 первых поцелуев                            | 50 First Dates                  | Люси Уитмор                          |
| 2004      | док | Моё свидание с Дрю                            | My Date with Drew               | камео                                |
| 2005      | ф   | Бейсбольная лихорадка                         | Fever Pitch                     | Линдси Микс                          |
| 2006      | мф  | Любопытный Джордж                             | Curious George                  | Мэгги Данлоп                         |
| 2007      | ф   | С глаз — долой, из чарта — вон!               | Music and Lyrics                | Софи Фишер                           |
| 2007      | ф   | Везунчик                                      | Lucky You                       | Билли Оффер                          |
| 2008      | ф   | Крошка из Беверли-Хиллз                       | Beverly Hills Chihuahua         | чихуахуа Хлоя                        |
| 2009      | ф   | Обещать — не значит жениться                  | He's Just Not That Into You     | Мэри Харрис                          |
| 2009      | ф   | Катись!                                       | Whip It                         | Смэшли Симпсон                       |
| 2009      | ф   | Всё путём                                     | Everybody's Fine                | Рози Гуд                             |
| 2009      | тф  | Серые сады                                    | Grey Gardens                    | Эдит Бувье Бил мл.                   |
| 2010      | ф   | На расстоянии любви                           | Going the Distance              | Эрин Лэнгфорд                        |
| 2005—2011 | с   | Гриффины                                      | Family Guy                      | Джиллиан Расселл                     |
| 2011      | кор | Наше соглашение                               | Our Deal                        | художница граффити                   |
| 2012      | ф   | Все любят китов                               | Big Miracle                     | Рэйчел Крэймер                       |
| 2014      | ф   | Смешанные                                     | Blended                         | Лорен Рейнольдс                      |
| 2015      | ф   | Уже скучаю по тебе                            | Miss You Already                | Джесс                                |
| 2017—2019 | с   | Диета из Санта-Клариты                        | Santa Clarita Diet              | Шейла Хаммонд                        |
| 2020      | ф   | Дублёрша                                      | The Stand-In                    | Кэнди Блэк                           |
| 2022      | ф   | Крик                                          | Scream                          | директор «Кейси Беккер»              |

## Режиссёр
- 2009 — «Катись!»
- 2011 — «Наше соглашение»

## Продюсер
- 1999 — «Нецелованная»
- 2000 — «Ангелы Чарли»
- 2001 — «Донни Дарко»
- 2003 — «Ангелы Чарли: Только вперёд»
- 2003 — «Дюплекс»
- 2005 — «Бейсбольная лихорадка»
- 2009 — «Обещать — не значит жениться»
- 2009 — «Катись!»
- 2011 — «Ангелы Чарли»
- 2014 — «Животное»
- 2016 — «В активном поиске»
- 2019 — «Ангелы Чарли»

## Награды и номинации
Полный список наград и номинаций на сайте IMDb.com.
| Награда                                | Год  | Категория                                         | Работа                              | Результат |
| -------------------------------------- | ---- | ------------------------------------------------- | ----------------------------------- | --------- |
| Прайм-таймовая премия «Эмми»           | 2001 | Лучшая анимационная программа                     | Olive, the Other Reindeer           | Номинация |
| Прайм-таймовая премия «Эмми»           | 2010 | Лучшая женская роль в мини-сериале или фильме     | Серые сады                          | Номинация |
| Дневная премия «Эмми»                  | 1987 | Лучшая женская роль в детской программе           | ABC Weekend Special                 | Номинация |
| BAFTA                                  | 1983 | Лучшая актриса дебютирующая в главной роли        | Инопланетянин                       | Номинация |
| Золотой глобус                         | 1985 | Лучшая женская роль второго плана — Кинофильм     | Непримиримые противоречия           | Номинация |
| Золотой глобус                         | 1993 | Лучшая женская роль — мини-сериал или телефильм   | Без ума от оружия                   | Номинация |
| Золотой глобус                         | 2010 | Лучшая женская роль — мини-сериал или телефильм   | Серые сады                          | Победа    |
| Сатурн                                 | 1985 | Лучшая молодая актриса                            | Воспламеняющая взглядом             | Номинация |
| Сатурн                                 | 1997 | Лучшая киноактриса второго плана                  | Крик                                | Номинация |
| Сатурн                                 | 1999 | Лучшая киноактриса                                | История вечной любви                | Победа    |
| Премия Гильдии киноактёров США         | 2010 | Лучшая женская роль в мини-сериале или телефильме | Серые сады                          | Победа    |
| Спутник                                | 2010 | Лучшая женская роль — мини-сериал или телефильм   | Серые сады                          | Победа    |
| Guinness World Record                  | 2017 | Специальная награда                               | н/д                                 | Победа    |
| Young Artist Awards                    | 1983 | Лучшая молодая киноактриса                        | Инопланетянин                       | Победа    |
| Young Artist Awards                    | 1985 | Лучшая молодая киноактриса                        | Непримиримые противоречия           | Победа    |
| Young Artist Awards                    | 1986 | Лучшая молодая киноактриса                        | Кошачий глаз                        | Номинация |
| Young Artist Awards                    | 1986 | Лучшая молодая телеактриса                        | Звёздные сказки                     | Номинация |
| Young Artist Awards                    | 1987 | Лучшая молодая киноактриса                        | Дети в стране игрушек               | Номинация |
| Young Artist Awards                    | 1998 | Почётная награда                                  | н/д                                 | Победа    |
| Золотая малина                         | 2002 | Худшая женская роль                               | Пошёл ты, Фредди!                   | Номинация |
| Золотая малина                         | 2004 | Худшая женская роль                               | Ангелы Чарли: Только вперёд Дюплекс | Номинация |
| Золотая малина                         | 2015 | Худшая женская роль                               | Смешанные                           | Номинация |
| Irish Film & Television Academy Awards | 2006 | Лучшая международная актриса                      | Бейсбольная лихорадка               | Номинация |
| Голливудская «Аллея славы»             | 2004 | Именная звезда за вклад в киноиндустрию           | н/д                                 | Победа    |